# Акаст
Ака́ст (грец. Akastos) — син Пелія й Анаксібії, учасник калідонського полювання та походу аргонавтів. Коли Пелія за намовою Медеї вбили дочки, Акаст посів трон, з почестями поховав батька і вигнав з країни Ясона та Медею.
Події з життя Акаста оспівані в творах античних поетів і втілені в мистецтві.